# Listă de comune din județul Constanța
Această listă de comune din județul Constanța cuprinde toate cele 58 comune din județul Constanța în ordine alfabetică.

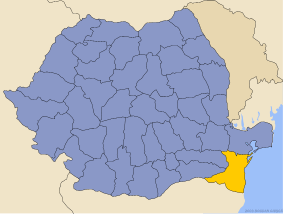
Judeţul Constanţa

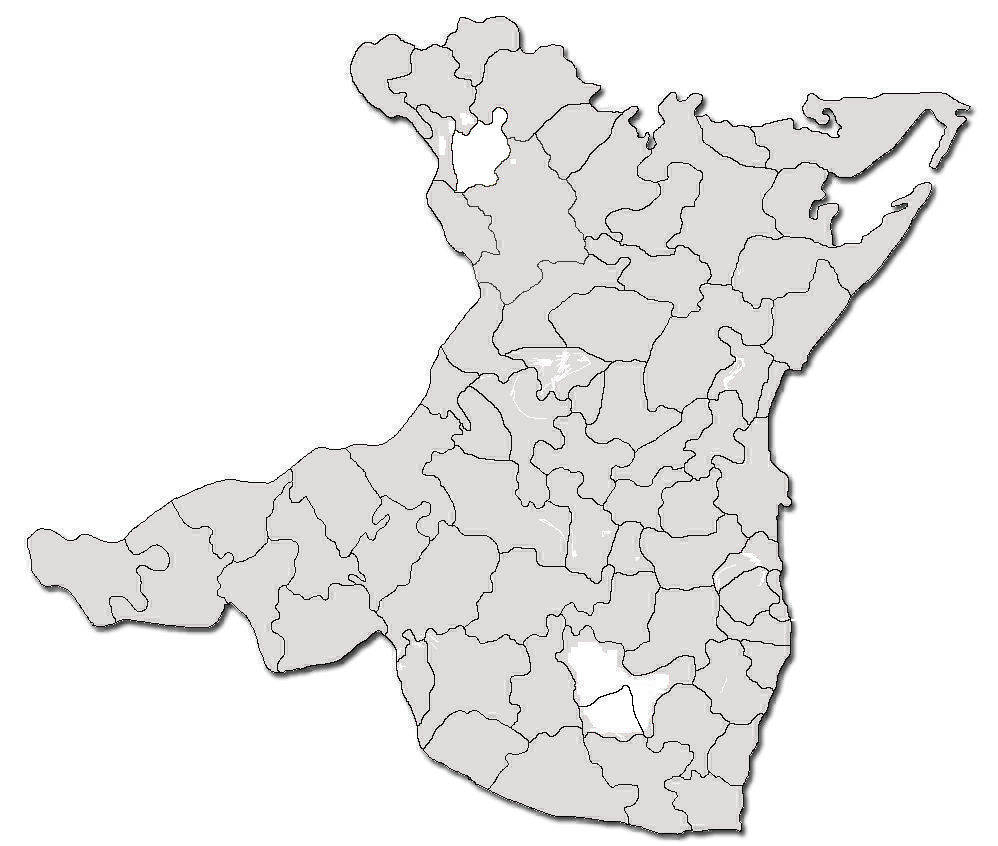
Harta judeţului cu împărţirea administrativ-teritorială pe comune

1. 23 August
2. Adamclisi
3. Agigea
4. Albești
5. Aliman
6. Amzacea
7. Bărăganu
8. Băneasa
9. Castelu
10. Cerchezu
11. Chirnogeni
12. Ciobanu
13. Ciocârlia
14. Cobadin
15. Cogealac
16. Comana
17. Corbu
18. Costinești
19. Crucea
20. Cumpăna
21. Cuza Vodă
22. Deleni
23. Dobromir
24. Dumbrăveni
25. Fântânele
26. Gârliciu
27. Ghindărești
28. Grădina
29. Horia
30. Independența
31. Ion Corvin
32. Istria
33. Limanu
34. Lipnița
35. Lumina
36. Mereni
37. Mihai Viteazu
38. Mihail Kogălniceanu
39. Mircea Vodă
40. Nicolae Bălcescu
41. Oltina
42. Ostrov
43. Pantelimon
44. Pecineaga
45. Peștera
46. Poarta Albă
47. Rasova
48. Săcele
49. Saligny
50. Saraiu
51. Seimeni
52. Siliștea
53. Târgușor
54. Topalu
55. Topraisar
56. Tortoman
57. Tuzla
58. Valu lui Traian
59. Vulturu